# (34432) 2000 SF36
2000 SF36 (asteroide 34432) é um asteroide da cintura principal. Possui uma excentricidade de 0.04288540 e uma inclinação de 3.44658º.
Este asteroide foi descoberto no dia 24 de setembro de 2000 por LINEAR em Socorro.